# Тугургой
Тугургой (адыг. Тыгъургъой) — аул в Теучежском районе Республики Адыгея России. Входит в состав Тлюстенхабльского городского поселения.
Название происходит от адыг. Тыгъурыгъу — «сова» и адыг. ой и переводится как «совиное место».

## География
Расположен на западном берегу Краснодарского водохранилища на реке Кубани в 4 км к югу от посёлка городского типа Тлюстенхабля. Через аул проходит федеральная автотрасса М-4 "Дон".
Основан в 1883 году.

## Население
| 2002 | 2010 | 2013 | 2014 | 2015 | 2016 | 2017 |
| ---- | ---- | ---- | ---- | ---- | ---- | ---- |
| 263  | ↗330 | ↗353 | ↗360 | ↗380 | →380 | ↘379 |
| 2018 | 2019 | 2020 | 2021 | 2023 | 2024 |      |
| ↗382 | ↘367 | ↘355 | ↗453 | ↗472 | ↗478 |      |

### Национальный состав
По переписи населения 2010 года из 330 проживающих в ауле, все указали свою национальность:
| Национальность | %       | Численность |
| -------------- | ------- | ----------- |
| Адыгейцы       | 66,06 % | 218         |
| Русские        | 23,64 % | 78          |
| Азербайджанцы  | 3,94 %  | 13          |

По данным Всероссийской переписи 2021 года из 453 проживающих в ауле 448 указали свою национальность:
| Народ           | Численность, чел. | Доля от населения, % |
| --------------- | ----------------- | -------------------- |
| адыги (черкесы) | 222               | 49,55 %              |
| русские         | 162               | 36,16 %              |
| армяне          | 17                | 3,79 %               |
| чеченцы         | 14                | 3,12 %               |
| азербайджанцы   | 13                | 2,90 %               |

## Улицы
- Андрухаева,
- Ворошилова,
- Женетля,
- Комсомольская,
- Крестьянская,
- Октябрьская,
- Первомайская,
- Школьная,
- Шоссейная.